# Savoia di Lucania
Savoia di Lucania é uma comuna italiana da região da Basilicata, província de Potenza, com cerca de 1.236 habitantes. Estende-se por uma área de 32 km², tendo uma densidade populacional de 39 hab/km². Faz fronteira com Caggiano (SA), Picerno, Sant'Angelo Le Fratte, Satriano di Lucania, Tito, Vietri di Potenza.

## Demografia
| Variação demográfica do município entre 1861 e 2011                               |
|                                                                                   |
| Fonte: Istituto Nazionale di Statistica (ISTAT) - Elaboração gráfica da Wikipedia |